# Шабиха
Шабиха (англ. Shabbiha, араб. الشبيحة‎, от شبح «призрак») — военизированные проправительственные формирования в Сирии. Получили широкую известность во время гражданской войны в Сирии. Как показало проведённое в 2012 году расследование ООН, отряды «Шабиха», привлекавшиеся к подавлению массовых протестов, совершали преступления против человечности, применяя к задержанным пытки и внесудебные расправы.

## История
Отряды шабиха (под названием Saraya Al Difa — Defense Brigades) были организованы в 1980-е годы Намиром Асадом и Рифатом Асадом, близкими родственниками президента Хафеза Асада.
Широкую известность на международном уровне формирования шабиха, выступавшие на стороне правительства Сирии и президента Башара Асада, получили в ходе гражданской войны.
Как сообщил в интервью начальник службы политической подготовки вооружённых сил Сирии генерал-лейтенант Усама Хадур, в начальный период боевых действий, по меньшей мере до конца ноября 2011 года, к предложению о создании отрядов ополчения сирийские военные относились с осторожностью, опасаясь новой эскалации насилия, однако уже в январе 2012 года такие отряды были созданы (хотя и не на всей территории Сирии).
В целом, название «Шабиха» применялось к самым разным проправительственным вооружённым формированиям, состоящим преимущественно из алавитов.
В августе 2012 года министр обороны США выступил с заявлением, что в подготовке личного состава отрядов «шабиха» участвуют инструкторы из Ирана.
Согласно докладу ООН, опубликованному 15 августа 2012 года, боевики «Шабиха» наряду с правительственными войсками совершают многочисленные военные преступления, в том числе массовые убийства. В качестве примера приводится бойня в Хуле.